# Tököl
Tököl est une ville et une commune du comitat de Pest en Hongrie.

## Histoire
La ville accueille un établissement pénitentiaire pour mineurs. La maison d'arrêt a été le sujet du documentaire Bebukottak, sorti en 1985.

## Jumelage
- Klein Rönnau (Allemagne)[2]